# اس‌ام یو-۴۳ (آلمان)
اس‌ام یو-۴۳ (آلمان) (به انگلیسی: SM U-43 (Germany)) یک زیردریایی بود که طول آن ۶۵ متر (۲۱۳ فوت) و ارتفاع آن ۸٫۷ متر (۲۹ فوت) بود. این زیردریایی در سال ۱۹۱۴ ساخته شد.